# ГЕС Салту-Пілан
ГЕС Салту-Пілан — гідроелектростанція на південному сході Бразилії у штаті Санта-Катарина. Використовує ресурс річки Itajaí-açu, яка впадає в Атлантичний океан за сім десятків кілометрів на північ від столиці штату міста Флоріанополіс.
У межах проекту річку перекрили бетонною греблею висотою всього 3 метри та довжиною 209 метрів. Вона практично не створює водосховища (площа затоплення лише 0,15 км2), а відводить ресурс до дериваційного тунелю. Останній прокладений у правобережному гірському масиві та при довжині 6,6 км має перетин 7,7х7,85 метра. Після балансувальної камери починається напірний водовід до машинного залу довжиною 295 метрів та діаметром 3,55 метра.
Споруджений у підземному виконанні зал обладнали двома турбінами типу Френсіс потужністю по 97,65 МВт (загальна потужність станції 191,9 МВт), які при напорі у 194 метра забезпечують виробіток 955 млн кВт-год електроенергії на рік. Відпрацьована вода через відвідний тунель довжиною 0,35 км та перетином 6,6х6,6 метра потрапляє назад у річку за 14 км від греблі.
Видача продукції відбувається по ЛЕП, розрахованій на роботу під напругою 138 кв.